# Allan Hyde
Allan Hyde (Dinamarca, 20 de dezembro 1989) é um ator de TV e filmes dinamarques. Ele é um dos cantores de uma das trilhas das versões internacionais da trilha sonora do filme Camp Rock.
Em 2009, ele fez parte do elenco de True Blood, uma das mais aclamadas séries da HBO, interpretando um vampiro de 2000 anos de idade chamado "Godric".

## Carreira
Hyde criou uma empresa com seu melhor amigo Aske Bang, chamada Gourmet Film. Com ela, criou a web série de comédia Alla Salute!, que estreou em 11 de abril de 2011, e com legendas em inglês em 13 de abril do mesmo ano.
Alla Salute!, tem no elenco estrelas como Hyde, interpretando Patrik e Aleksander Antonijevic como Claudio. No Gourmet filme, eles são dedicados a unir gourmet e filmes, através da criação de pequenas e sofisticados filmes ao beber bons vinhos e comer refeições extravagantes, como explica Hyde.

## Filmografia

### Filmes
| Ano  | Título            | Papel                    | Notas |
| ---- | ----------------- | ------------------------ | ----- |
| 2011 | Franky, Frankly   | Madison                  |       |
| 2011 | Exteriors         | Allan                    |       |
| 2012 | You & Me Forever  | Tobias                   |       |
| 2013 | Kolbøttefabrikken | Frank, medicinstuderende |       |
| 2013 | En dans på roser  | Jovem Jakob              |       |

### Televisão

#### Séries
| Ano  | Título         | Papel              | Notas             |
| ---- | -------------- | ------------------ | ----------------- |
| 2008 | Álbum          | Martin Lund Jensen | 3 episódios       |
| 2008 | 2900 Happiness | Max                | 5 episódios       |
| 2009 | True Blood     | Godric             | 9 episódios       |
| 2010 | Park Road      | Jonas              | 4 episódios, 2010 |
| 2011 | Alla Salute!   | Patrik             | 5 episódios, 2011 |
| 2011 | Those Who Kill | Andreas            | 2 episódios, 2011 |

### Curta-metragem
| Ano  | Título         | Papel    | Notas |
| ---- | -------------- | -------- | ----- |
| 2008 | En forelskelse | Carsten  |       |
| 2009 | Implosion      | Thomas   |       |
| 2012 | Marionette     | Policial |       |
| 2013 | Mommy          | Lucas    |       |

### Dublagem
| Ano  | Título              | Papel     | Notas                      |
| ---- | ------------------- | --------- | -------------------------- |
| 2007 | TMNT                | Donatello | Voz na versão dinamarquesa |
| 2007 | Ginga Densetsu Weed | Weed      | Voz na versão dinamarquesa |

## Teatro
- Les Misérables (2002) … Gavroche
- The Sound of Music (2004) … Friedrich
- Peters Christmas (2005-2006) … Rasmus
- Uncle Danny (2006) … Dan

## Prêmios
- 2009 - Robert Award - Melhor Curta por En forelskelse - (Venceu)[2]